# Catephia berrettae
Catephia berrettae är en fjärilsart som beskrevs av George Francis Hampson 1905. Catephia berrettae ingår i släktet Catephia och familjen nattflyn. Inga underarter finns listade i Catalogue of Life.